# クレヨンしんちゃん 電撃!ブタのヒヅメ大作戦
『クレヨンしんちゃん 電撃!ブタのヒヅメ大作戦』（クレヨンしんちゃん でんげき ブタのヒヅメだいさくせん）は、1998年4月18日に公開された『クレヨンしんちゃん』の劇場映画シリーズ6作目。上映時間は99分。興行収入は約11億円。

## 概要
劇場版『クレヨンしんちゃん』としては初となる野原一家以外を主役もしくは準主役として描かれた作品で、しんのすけの親友たちが「かすかべ防衛隊」として初めて登場する。マスコット・キャラクターとなっているぶりぶりざえもんも話の重要な役割を占めている。また、映画では初めて実在する外国が登場している。さらに今作品からタイトルに「〇〇!」と漢字二文字の名詞が入るようになった。
銃撃戦や格闘などはリアリティが追及されており、迫真のアクションシーンが展開するのが特徴。登場する銃器は全て実在のもので、作画用の設定書には射撃時のマズルフラッシュの出方や装弾数まで細かく考証され描き込まれている。肉弾戦については『ポリス・ストーリー3』（1992年）などのアクション映画を参考にしており、原は本作についてパンフレットのインタビューで「炎の友情をテーマにした、ちょっと古くて懐かしい冒険アクション映画を目指しました」とコメントしている。
お色気役に三石琴乃を起用したのは監督の原恵一であり、当時原が『新世紀エヴァンゲリオン』（1996年）にはまっていたという事もあって、三石が演じていた葛城ミサトを意識させたキャラ設定を行っていたという。なお、お色気がしんのすけのことを「しんちゃん」と呼んでいるのも『新世紀エヴァンゲリオン』で葛城ミサトが主人公の碇シンジを「シンちゃん」と呼んでいることからである。なお、三石は次回作から上尾ますみ役でレギュラー出演している。
マウス役は当初、似ている赤星昇一郎にオファーがあったが断った。
作中にしんのすけの語りで、「ぶりぶりざえもんのぼうけん」という物語が入るが、この部分は原作者の臼井によって描かれた話をアレンジしたものである。この部分を含め、ギャグに留まらないまじめなシーンも散見される（なお、この「ぶりぶりざえもんのぼうけん」は実際に今回の映画公開前に書店で販売されていた）。

## あらすじ
国連直属の秘密組織SML（Seigino Mikata Love：せいぎの みかた ラブ）の一員、コードネーム・お色気は、秘密結社ブタのヒヅメの飛行船から、ある秘密兵器を動かすために必要なディスクを盗み出し、東京湾へと脱出した。
一方、お台場沿岸を航行中の屋形船では、ふたば幼稚園の教諭と園児達が大宴会で賑やかに騒いでいた。するとその場に突然、海からお色気が上がりこんでくる。困惑する一同をよそに、さらに巨大な飛行船が現れ屋形船をわしづかみにする。先生や園児達は釣り上げられた屋形船から脱出するが、トイレに入っていたしんのすけとそれを待っていた風間トオルら5人の園児、同じくトイレにいたお色気達が残されたまま、屋形船ごとさらわれてしまう。
ニュースでこの事を知ったみさえとひろしはしんのすけが行方不明と知り絶望する。だが、そこに「SML」の一員でコードネーム・筋肉と名乗る大男が現れ、しんのすけ達は生きていると告げ、みさえたちに今の状況を説明する。筋肉は事件は「SML」が解決すると告げたが、しんのすけを一刻も早く助けたいみさえ達は同行したいと言うが、筋肉に却下され、2人は引き下がる。だが、みさえは筋肉に罠をかけ、野原一家を同行させるという誓約書にサインをさせるも、誓約書は反故にされ、結局みさえ達は取り残されてしまう。
しかし、みさえは、筋肉の持っていた資料で目にした「Hong Kong」の字から香港に手がかりがあると推測。早速支度をし始め、翌日野原一家はシロを残し香港へ発った。その頃、屋形船ごとさらわれたしんのすけ達とお色気は「ブタのヒヅメ」の飛行船に捕らわれていた。屋形船をさらっていった飛行船はお色気を追ってきた「ブタのヒヅメ」の飛行船であった。やがて「ブタのヒヅメ」の三人の幹部、バレル・ブレード・ママとリーダーのマウスが現れてお色気にディスクを返せと迫るが、お色気はこれを拒否。お色気としんのすけ達は「ブタのヒヅメ」の本部へ連れて行かれる事になる。
香港に着いたみさえ達はしんのすけを探すが、手がかりは一つもなく途方に暮れる。そんな時、筋肉と再会。二人の同行を認めない筋肉だったが、ひろしの強い意志に押されて同行を許す。こうして、ひろしとみさえは筋肉と共にしんのすけ達とお色気の救出に向かうこととなる。
飛行船が本部へ向かう途中、お色気としんのすけ達は独房から脱走。お色気はしんのすけ達を飛行船から逃がすことに成功するも、自身は囚われの身となってしまう。しんのすけ達を助けに来た筋肉らも、乗っていた飛行機が「ブタのヒヅメ」の飛行船の攻撃を受け地上に不時着。3人は徒歩で飛行船の目的地である「ブタのヒヅメ」本部へ向かう。一方、脱出に成功したしんのすけ達は、とりあえず人のいる場所を目指して歩き出したが、その歩みは「ブタのヒヅメ」本部へ向かっていたのであった。
しんのすけ達が秘密の入口を見つけて入ると、そこは大袋博士と助手のアンジェラ青梅の研究室だった。しんのすけ達はすっかり二人と仲良くなっていたが、監視カメラがあったため再び捕まってしまい、そこでお色気と再会する。マウスにディスクを奪い返され、コンピュータを起動すると、そこにはぶりぶりざえもんが映し出されていた。マウスはコンピュータウイルスを世界中にばらまいて征服する計画を企てていたのである。その最中、しんのすけ達との合流を果たしたみさえらは再会を喜ぶ。
絶体絶命の中、大袋博士はコンピュータウイルスの流布を阻止すべく、しんのすけをプログラムの中に侵入させる。マウスはブラックホールのような入り口を開けて思う存分暴れて来いと命令するが、ひまわりがコンピュータの操作を妨害したためやり直す羽目になった。
ぶりぶりざえもんはしんのすけの言葉で聞かせて欲しいと言う。そこでしんのすけは「ぶりぶりざえもんの冒険」を語り始めた。宝物があるという山に登っていくと、困っている女の子3人と出会いそれぞれの頼みをこなし、礼を言われた。結局宝物にありつく事はできなかったが、彼の心の中にはたくさんの宝物があったという。ぶりぶりざえもんはしんのすけに礼を言うと、プログラムから消え去って行った。一方、お色気はママを倒し、コンピュータウイルスも消去されたことで大団円を迎える。そんな中、しんのすけはただ一人涙を流すのであった。
しかし、自暴自棄になったマウスが本部の自爆装置を起動。筋肉は敵味方関係なく、全員に武器を捨てた上での退避を命じる。一同を乗せた飛行船は本部からの脱出を試みるが、大勢が乗っているため重くて上昇できない。その時しんのすけが叫ぶと、ぶりぶりざえもんの幻影らしきものが現れて飛行船を押し上げて行った。飛行船が無事に本部を離れると、ぶりぶりざえもんの幻影はそのままゆっくりと炎の中に消えていった。
激務を終えた後、筋肉とお色気は再婚して野原一家とピクニックに出かける。一同が「あの時誰かが飛行船を押し上げたみたいだった」と不思議そうに話す中、しんのすけはぶりぶりざえもんの絵を描き、セーギに「ぶりぶりざえもんの冒険」を語り出す。

## 登場人物
お色気
「お色気」はコードネームで本名不明。薄い生地のボディスーツのみという格好をしたSMLの女性エージェント。
物語序盤でブタのヒヅメ本部から秘密兵器を起動させるパスワードの入ったディスクを盗み出し、幼稚園の面々が乗っていた屋形船に逃げてきた。だがその後、彼女のあとを追ってきたブタのヒヅメの飛空挺に屋形船ごと捕縛され、逃げ遅れたしんのすけ達と共に捕まってしまう。
その後しんのすけ達を逃がすが自らはママに倒され、再び捕縛され、自分の顔を動物の胴体に合成させた映像を長時間無理矢理見せられるという屈辱的な拷問を受け、しんのすけ達を人質に取られたためやむなくディスクをマウスに渡してしまった。しかし、お尻の型を取らせることを条件に大袋博士の協力を得て、筋肉・ひろし達と合流した後はしんのすけと大袋博士を護るためにママとの戦いに挑む。
自称「ドM、結構尽くすタイプ」らしいが、ブタのヒヅメの戦闘員を尻で踏みつけて倒したため、しんのすけからは「男を尻に敷くタイプ」と評価された。
筋肉とは元夫婦で、死闘を経てかつて夫婦喧嘩で鍛えたフライパンを使った武術でママを倒した。1児の母でセーギという息子がいる。格闘技の達人だが、銃は「下品」と考えているために銃撃戦は嫌っている（ただし、飛行船で一度、ブタのヒヅメ一般隊員から奪った銃を使用し、すぐに捨ててしまう）。また、ママとの戦いでは、アクロバティックなアクションで、パワー自慢のママを翻弄している。
筋肉
「筋肉」はコードネームで、本名は不明。SMLのエージェント。
筋骨隆々の大柄な男性。ひろしとみさえの下にやってきてしんのすけに関する情報を聞き出そうとしたことをきっかけにひろしとみさえの策に溺れながらも、ひろし達と行動を共にすることになる。
お色気とは違い、銃撃戦で戦う。正義感が強く、物語終盤でマウスがブタのヒヅメ本部の自爆装置を作動させた際には彼に鉄拳をぶつけて気絶させ、ブタのヒヅメのメンバー達を全員飛行船に乗せて助けた。
お色気とは夫婦だったが、浮気をしたことが原因で離婚した為、息子に会わせてもらえない。終盤でお色気と生還したらセーギに会わせてもらうという約束をした。荒野において、みさえ、ひろし、ひまわりにテントを貸し与え、自分が外で寝たのも子どもを凍えさせてはいけないという子供を持つ一人の父親としての表れである。殴り合いの方が好きらしいが、ママには勝てず叩きのめされた。しかし、同時に持参してきたフライパン(お色気が夫婦喧嘩の際に使用したもの)によってお色気の勝利に至った。
マウス
秘密結社「ブタのヒヅメ」の総統。スキンヘッドに眼鏡という風貌の男で、科学者のようにも見えるが悪の巨大組織の親玉にしては地味な服装をしている。
冷酷かつ傲慢な性格で子供嫌い。一応子供からの質問にも素直に答えるが、しんのすけからひねくれた質問を受けると「私は子供が大嫌いなんだよ!」とモニターのアップとともに叫んだ。
大袋博士に技術協力させ、サイバーテロによる世界の支配を目論む。しかし、自身の傲慢な態度と他者を見下す物言いのせいでウイルスぶりぶりざえもんからは完全に嫌われており、全くそりが合わなかった。更にはひまわりの暴走で終始翻弄され、計画どころではなくなってしまう。しんのすけ達を人質にしてお色気からディスクを奪い、さらに作戦が失敗してもしんのすけ達を基地の自爆に巻き込もうとするなど、最後まで卑劣と冷酷さを貫いたことで、最後は筋肉の逆鱗に触れて殴打され気絶。結局はしんのすけたちに助けられて生還することとなった。
バレル
「ブタのヒヅメ」の幹部で、リーダー格。
ホスト風の二枚目だが、小柄であるうえ短足なのがコンプレックス。7cmアップのシークレットシューズを愛用しているが、それでもなお足が短く、しんのすけに指摘される一幕もあった。シューズを無くすと戦意喪失してしまうのが弱点。終盤では最後の敵としてお色気たちに銃を向けるが、しんのすけ達にシューズを脱がされあっさり降参。泣き崩れて戦意喪失した。
懐のサスペンダーに自動拳銃を2挺忍ばせており、機嫌を悪くするとそれを撃ちまくる（しかし、しんのすけにはかわされた）。性格はクールを装っているが、かなり毒舌で、銃を乱射したり、（しんのすけの流れに乗った自業自得にもかかわらず）彼のことを笑った「お色気」にビンタを加えるなど粗暴な一面を持つ。一方で、しんのすけの流れに乗せられてしまうなど、組織幹部には似つかわしくない面も見せた。また、ステータス表示のある映画予告の中で、敵幹部のうち彼だけが登場していない。
ブレード
「ブタのヒヅメ」の幹部。名前の通り、数々の刃物を使いこなす名手。
普段は無表情かつ寡黙だが、ダジャレ好きで場を弁えずにダジャレを呟いては一人で笑う変人。ママやバレルもそのことにしばしば呆れている。だが、戦闘時となると狂気を向き出しにした危険な人物と化す。凶器の扱いも一流だが、身動きも非常に俊敏で、筋肉が放ったマシンガンの弾をすべて避けた。一方で、面白いダジャレにはあっさり反応して笑ってしまうため、ダジャレが弱点でもある。後に筋肉と戦った際、その弱点を自ら突いてしまい（自分が口にしたダジャレの1つである「お酒を飲み過ぎると、肝臓にいかんぞう」と呟き、大笑いしていた）、隙だらけになったところに顔面に鉄拳を喰らい、気絶させられた。その際、筋肉からは「笑えねえぞ」と吐き捨てられた。
かなりの武器を隠し持っていたため、終盤で筋肉が「武器を捨てて飛行船に避難」と命令した際、武器を捨てるのにかなりの時間を要していた。
ママ
「ブタのヒヅメ」の幹部。プロレスラーのような体躯をもつ大柄な女性。お色気や筋肉をも圧倒するほど肉弾戦に長け、持久力も高く武器は一切使用しない。映画予告の中で表示されていたステータス表示では、全項目がMAX表示であった。好戦的で激情家、暴力を振るう事も辞さない荒々しい性格。部下に対する扱いも非常に乱暴である。
中盤でお色気と戦った際にはお色気の俊敏な動きに翻弄されしんのすけ達の脱出を許すという失態を犯す。その強さでお色気と筋肉を苦戦させるも、連戦続きで疲弊していた事も相まってフライパンを手にしたお色気との激闘の末に敗北。最後は他の幹部たち共々、しんのすけたちに助けられて生還した。荒くれ者だが、しんのすけやブレードのダジャレで躊躇する場面もある。
出産、育児経験はなく、「ママ」とはあくまで彼女のコードネームである。
大袋博士
東京大学、マサチューセッツ工科大学、ニューヨーク工科大学卒の電子学の権威である老人。コンピューターウイルス「ぶりぶりざえもん」の開発者であり、春日部に住んでいた頃、みさえが窓から投げ捨てたしんのすけの落書きを見て「ぶりぶりざえもん」のプログラムを考案。その後は助手のアンジェラ青梅と共に「ブタのヒヅメ」に誘拐されていたが、実際は自身の研究を達成させるという私欲から「ブタのヒヅメ」に自ら協力していた。スリッパこそ人類最大の発明品であると考えており、どこへ行くにもスリッパを履いていく。お尻フェチで、女性の身体にはお尻以外に興味が無い。
物語後半でしんのすけ達に出会い、ひろし達と合流した後、お色気にお尻の型をとらせてもらう約束で味方になり、コンピューターウイルスとなったぶりぶりざえもんを止めるためにしんのすけを電脳世界へ送り込み、自らはぶりぶりざえもんのプログラムを消去するプログラムを打ち込んだ。
エンディングではSMLに所属している姿が描かれていて、お色気のお尻の型もちゃんと取らせてもらった様子。
1925年4月1日生まれ、73歳。北海道千歳市出身。オネエと尻フェチの科学者のコンビは原作者である臼井のアイディアである。
アンジェラ青梅
大袋博士の助手。中年のオカマで、12歳で目覚めたという。顔の輪郭がしんのすけとよく似ており、劇中本人もそのことに言及している。
意外と怪力であり、飛行船に避難する際に大袋博士とマウスを担いで走っている。1958年12月25日生まれ、41歳。長野県波田町出身。ひろしのようにしょぼくれた男がタイプ。みさえから「キスまでなら許す」と言われしんのすけ達の救出に協力するが、実際にひろしはブタのヒヅメの警備兵に邪魔されたおかげでキスされずに済んでいる。
TVアニメの中ではアンジェラ小梅という彼と酷似したオカマが登場しており俳優の藤原けいじと交際疑惑がもたれていた。
セーギ
お色気と筋肉の息子。2人の離婚後は母に引き取られた。詳しい年齢は不明だが、お色気の発言ではしんのすけたちと同じくらいの年と言っている。しんのすけのことは「しんのすけ君」と呼ぶ。映画のラストに登場。
臼井儀人
漫画家。声も本人が担当。好きな女性のタイプはSPEED（全員）。
冒頭で屋形船に乗り、カラオケで「大都会」を熱唱する。その後、「アジアカラオケ選手権」出場のため香港に赴き、その会場の場所を筋肉とみさえたちに尋ねたが、筋肉に「知らん!!」と言われ、みさえに「邪魔ー!!」と殴り倒された（TV版では、このシーンはカットされている）。前回はひろしに殴り飛ばされた為、みさえに殴られた後は「やっぱり…」と呟いている。

## キャスト
- 野原しんのすけ - 矢島晶子
- 野原みさえ - ならはしみき
- 野原ひろし - 藤原啓治
- 野原ひまわり - こおろぎさとみ
- 風間くん - 真柴摩利
- ネネちゃん - 林玉緒
- マサオくん - 鈴木みえ
- ボーちゃん - 佐藤智恵
- よしなが先生 - 高田由美
- まつざか先生 - 富沢美智恵
- 園長先生 - 納谷六朗
- お色気 - 三石琴乃
- 筋肉 - 玄田哲章
- マウス - 石田太郎
- バレル - 山寺宏一
- ママ - 松島みのり
- ブレード - 速水奨
- ぶりぶりざえもん - 塩沢兼人
- 大袋博士 - 滝口順平
- アンジェラ青梅 - 増岡弘
- セーギ - 佐藤ゆうこ
- クルー - 中博史
- 班長 - 千葉一伸
- 士官 - 中嶋聡彦
- 警備兵 - 柳沢栄治、沼田祐介、中田雅之
- アナウンサー - 白石文子
- レースクイーン - 引田有美
- マンガ家 - 臼井儀人（特別出演）
- IZAM - IZAM（SHAZNA）

## スタッフ
| 原作                 | 臼井儀人 |
| キャラクターデザイン | 原勝徳 |
| 作画監督             | 原勝徳 堤のりゆき |
| 美術監督             | 川井憲 古賀徹 |
| 設定デザイン         | 湯浅政明 |
| 撮影監督             | 梅田俊之 |
| ねんどアニメ         | 石田卓也 |
| 音楽                 | 荒川敏行 宮崎慎二 |
| 録音監督             | 大熊昭 |
| 編集                 | 岡安肇 小島俊彦 中葉由美子 村井秀明 川崎晃洋 三宅圭貴 |
| プロデューサー       | 茂木仁史 太田賢司 堀内孝 |
| 監督・脚本           | 原恵一 |
| 演出                 | 水島努 |
| 絵コンテ             | 原恵一 |
| 原画                 | 湯浅政明 大塚正美 吉原正行 安藤真裕 高倉佳彦 林静香 佐々木守 清水洋 尾鷲英俊 鈴木大司 吉田忠勝 末吉裕一郎 大森孝敏 針金屋英郎 林隆文 千葉ゆみ 和泉絹子 石井智美 荒川真嗣 黒沢守 橋本とよ子 松下佳弘 間々田益男 入江康智 木村陽子 若松孝思 石黒めぐむ 福本勝 西尾あき子 西山里枝 高木潤 神本兼利 小田多恵子 星野守 原勝徳 堤規至 |
| 色彩設計             | 野中幸子 |
| 特殊効果             | 土井通明 |
| 動画チェック         | 小原健二 |
| 動画                 | じゃんぐるじむ 黒川祥一 妻藤一治 原田一男 茂木琢次 吉田浩美 柘植孝 西村美幸 高木寛 高橋英雄 福岡尚久 山本靖貴 田鍋久子 坂井俊夫 中塚康夫 岡安力 中村朋浩 米倉俊一郎 大林政郎 平田晃生 栗林利樹 梶山奏子 橋本里美 古泉竜五 飯澤美幸 新井佐紀子 松浦仁美 近藤由里 宮井誠 大曽根真智子 京都アニメーション 古川かおり 東野伊佐子 渡邊岳泰 上野真理子 端由美子 中峰ちとせ 夢弦館 山下宗幸 谷口七菜 佐々木綾子 佐野隆雄 佐藤恭子 田中立子 ベガエンターテイメント 浦山智恵 滝山典子 原島良夫 スノーライトスタッフ シンエイ動画 小林正義 池ノ谷安夫 中川政浩 中村久子 松田章子 小野塚香子 奈良岡光 金子志津枝 テレコム マッドハウス OHプロ |
| 仕上げ               | ライトフット 今泉ひろみ 黒木智子 杉山珠樹 井口美幸 吉村恵子 原田幸子 田山美月 大木美恵 島田幸枝 松浦友紀 シマスタジオ 東海林智恵 飯島理恵 笹原めぐみ 小平梨加 本橋隆充 大門貴樹 早川恵美 佐々木正子 三関江美 小林めぐみ 楠本みゆき 京都アニメーション 柴田邦浩 伊藤幸子 今泉ひとみ 藤本さおり 杉原里美 植村真紀 竹田明代 下浦亜弓 高木理恵 石田奈央美 トレーススタジオM 醍醐玲子 本橋恵美子 金内順子 宮崎真名美 大槻ひろ子 佐藤香 Production I.G 津守裕子 中川恵 スタジオロード 中島敦子 田村智美 マッドハウス |
| 仕上げ検査           | 松谷早苗 稲村智子 |
| 背景                 | アトリエ・ローク 美術補 野村可南子 川口正明 沼井信朗 高橋邦江 山崎光枝 長濱博之 AGUN OKA NGURAH ARTANA NGURAH WINAYA MADE SURATA スタジオユニ 土師勝弘 岡部眞由美 高崎あゆみ 久保季美子 森尾麻紀 本田美紀 池田玲子 中村隆 スタジオ・テイクワン 東條俊寿 丸森俊昭 |
| 撮影                 | 旭プロダクション 福田寛 大矢創太 伊藤久美子 柳川美紀子 桜井洋平 川嶋匡詞 佐藤敬子 松澤秀子 |
| 撮影協力             | 東京アニメーションフィルム |
| CGI                  | つつみのりゆき |
| 効果                 | フィズサウンドクリエイション 松田昭彦 |
| 録音スタジオ         | APUスタジオ |
| ミキサー             | 田中章喜 |
| アシスタントミキサー | 山本寿 大城久典 内山敬章 田口信孝 |
| 音響制作             | オーディオ・プランニング・ユー |
| 音響制作デスク       | 小澤恵 |
| 音響演出アシスタント | 嶋澤みどり |
| 音楽協力             | 斉藤裕二 （イマジン） |
| タイトル             | 道川昭 |
| 現像                 | 東京現像所 |
| 連載                 | 双葉社 WEEKLYアクション クレヨンしんちゃん特集号 |
|                      | ドルビー 一部上映館を除く |
| 技術協力             | 森幹生 コンチネンタルファーイースト株式会社 |
| 制作デスク           | 魁生聡 和田泰 山川順一 |
| 制作進行             | 齋藤敦 永居慎平 髙橋渉 別紙直樹 |
| 制作                 | シンエイ動画 テレビ朝日 ASATSU |
|                      | ©臼井儀人/双葉社・シンエイ・テレビ朝日 1998 |

## 主題歌
- オープニング - 「とべとべおねいさん」
  - 作詞、作曲、編曲 - もつ／歌 - 野原しんのすけ（矢島晶子）、アクション仮面（玄田哲章）

前作まで存在した出演者によるタイトルコールは、本作から暫く廃止される（後の14作『伝説を呼ぶ 踊れ!アミーゴ!』から再開）。
- 挿入歌 - 「大都会」（1980年）
  - 作詞 - 田中昌之、山下三智夫、永友ゆかり／作曲 - 山下三智夫／編曲 - 荒川敏行／歌 - 臼井儀人
- 挿入歌 - 「ひとり上手」（1981年）
  - 作詞、作曲 - 中島みゆき／編曲 - 荒川敏行／歌 - まつざか梅（富沢美智恵）
- エンディング：「PURENESS」
  - 作詞 - IZAM、SAKA Chan／作曲 - KUZUKI、SHAZNA／編曲 - 佐藤宣彦、山口一久、SHAZNA／歌 - SHAZNA

## VHS・DVD・Blu-ray
- VHS - 1999年4月24日にバンダイビジュアルより発売
- DVD - 2004年11月26日にバンダイビジュアルより発売
- Blu-ray - 2023年2月24日にバンダイビジュアルより発売